# Bernhard Eisel
Bernhard Eisel, né le 17 février 1981 à Voitsberg (Styrie, Autriche), est un coureur cycliste autrichien. Professionnel de 2001 à 2019, il compte quinze victoires et a notamment remporté Gand-Wevelgem en 2010. Il a également participé au Tour de France à douze reprises et terminé 16 fois Paris-Roubaix en 16 participations.
Il commence sa carrière chez Mapei-Quick Step en 2001, avant de rejoindre l'équipe de La Française des jeux pendant quatre ans. En 2007, il signe chez T-Mobile - renommée au fil des ans High Road, Columbia, puis HTC - jusqu'à sa dissolution après la saison 2011. 
Pendant ce temps, il noue une relation solide avec le sprinteur Mark Cavendish et, après quatre ans chez Sky - où il aide Bradley Wiggins à gagner le Tour de France en 2012 - le duo est réuni chez Dimension Data de 2016 à 2019.

## Biographie

### Enfance et carrière amateur
Coureur réputé pour ses qualités de sprinteur et ses aptitudes pour les classiques pavées, Bernhard Eisel mesure 1,83 m pour 74 kg (en 2006). Il parle couramment quatre langues (allemand, anglais, italien, français) et vit à Klagenfurt (Carinthie, Autriche).
Eisel remporte sa première course à 11 ans. À 17 ans, il déménage pour l'Italie, où il court d'abord pour l’équipe junior Rinascita Ormelle (Trévise) puis pour l’équipe Gli Amici Piave de Moreno Argentin.  
En 2001 il rejoint les rangs professionnels au sein de l'équipe espoirs Mapei-Quick Step, puis l'année suivante chez Mapei-Quick Step-Latexco dans l'équipe réserve de cette dernière. À la recherche d'une équipe, Eisel se fait remarquer sur Paris-Corrèze, où il prend la deuxième place derrière Baden Cooke, et signe au dernier moment avec l'équipe des frères Madiot, Fdjeux.com, où il retrouve le même Baden Cooke.

### Fdjeux.com / La Française des Jeux: la révélation (2003-2006)
Il prouve très vite à sa nouvelle équipe qu'elle a fait le bon choix. Dès le mois de mars, il remporte sa première victoire professionnelle, dans la 2e étape du Grand Prix Erik Breukink, qu'il termine troisième. Surtout, Eisel s'illustre dans les grandes classiques. Pour sa première participation, il termine 12e de Milan-San Remo (ce qui reste sa meilleure performance sur cette course), 14e du Tour des Flandres et 22e de Paris-Roubaix. Il participe à son premier grand tour, le Tour d'Italie, où il termine deux fois troisième de sprints massifs, devancé par Alessandro Petacchi, Robbie McEwen ou Mario Cipollini. En fin de saison, il remporte sa deuxième victoire sur une étape du Tour du Limousin. 
La deuxième saison d'Eisel est plus difficile. Il termine cinquième du Grand Prix de l'Escaut, mais ne réussit pas d'aussi belles performances sur les grandes classiques, et ne gagne qu'une étape du Critérium des Espoirs, une course peu cotée. Il participe néanmoins à son premier Tour de France. Il commence la saison 2005 au Portugal par trois victoires, sur une étape du Grand Prix International Costa Azul, qu'il termine deuxième derrière Rubén Plaza, et deux étapes du Tour de l'Algarve. Parfaitement préparé pour les classiques, il termine 13e du Tour des Flandres, mais échoue sur Paris-Roubaix. En juin, il remporte sa 4e victoire de la saison, sur une étape du Tour de Suisse. 
La saison 2006 de Bernhard Eisel commence par une nouvelle deuxième place sur le Grand Prix International Costa Azul derrière Robbie McEwen, et deux nouvelles victoires, sur le Tour du Qatar, où il bat au sprint le champion du monde Tom Boonen, et à nouveau sur le Tour de l'Algarve. 23e de Milan-San Remo, Eisel est fin prêt pour les classiques pavées. Sur les Trois Jours de La Panne, il s'échappe dans la première étape en compagnie de Leif Hoste et Gert Steegmans, et termine deuxième. Il remporte alors la deuxième étape, ce qui lui permet de prendre le maillot de leader. Mais la dernière étape contre la montre est remportée par Leif Hoste, qui remporte la course malgré la résistance d'Eisel, qui termine 8e de l'étape. Quelques jours plus tard, il termine 15e du Tour des Flandres, puis 7e de Gand-Wevelgem. Sur Paris-Roubaix, il accompagne longtemps les meilleurs et prend la huitième place, puis profite du déclassement de trois de ses adversaires pour être finalement classé cinquième. Il réussit ainsi sa meilleure saison de classiques. Il termine la saison par une onzième place au championnat du monde. Il est élu meilleur cycliste autrichien de l'année.

### Columbia / HTC-Highroad (2007-2011)

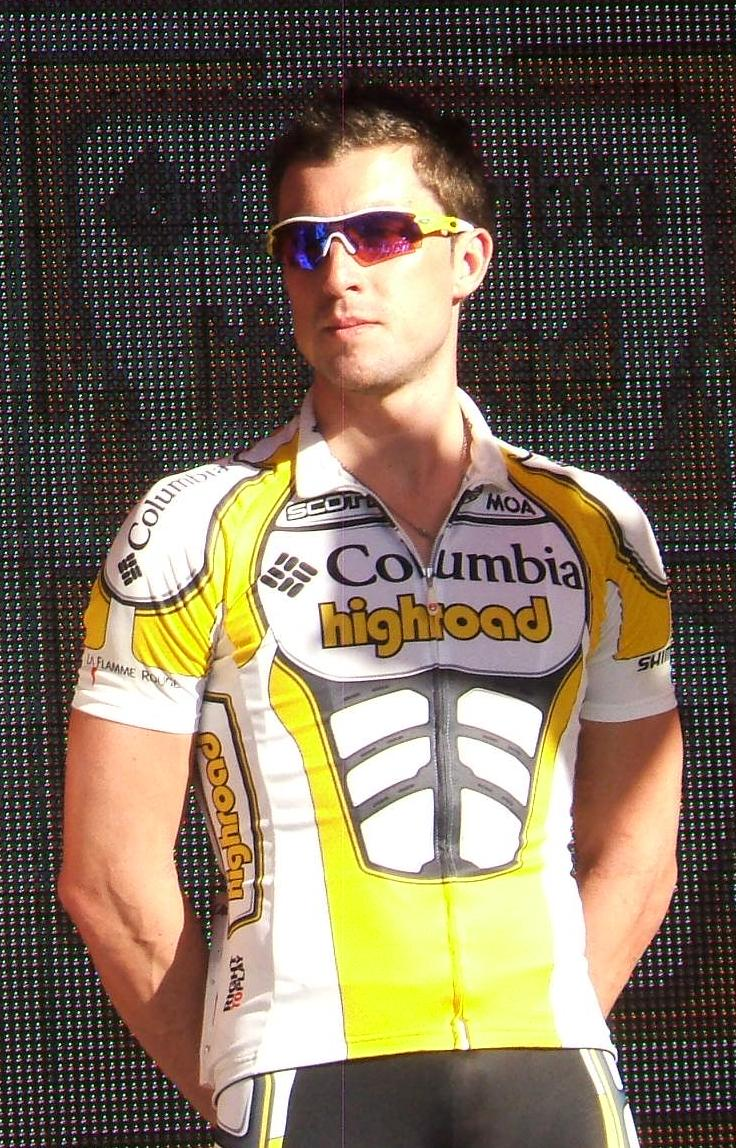
Bernhard Eisel au Tour Down Under 2009.

À la suite de ces bons résultats, Eisel s'engage en 2007 dans l'équipe T-Mobile. Il réalise un bon Tour du Qatar, qu'il termine quatrième, et remporte comme chaque année une étape du Tour de l'Algarve. Mais sa campagne de classiques est décevante, marquée par la malchance, comme sur Paris-Roubaix, où il est victime d'une chute, de deux crevaisons et d'un bris de guidon. Il doit alors se concentrer sur le Tour de France. Au cours de la suite de la saison, il est peu à peu victime du succès des autres sprinteurs de l'équipe, Gerald Ciolek et Mark Cavendish, et doit souvent laisser ses ambitions entre parenthèses. Il remporte tout de même deux nouvelles victoires aux États-Unis, sur la Commerce Bank Reading Classic et la Commerce Bank Lancaster Classic. 
En 2008, après une cinquième victoire d'étape en 4 ans sur le Tour de l'Algarve, Eisel réussit une bonne campagne de classiques, responsabilisé par l'absence du leader de l'équipe pour ces courses, Marcus Burghardt, blessé. Il termine 6e du Grand Prix E3, puis 11e du Tour des Flandres et 17e de Paris-Roubaix. Il doit cependant attendre le 9 octobre pour remporter sa deuxième victoire de la saison sur Paris-Bourges à la photo-finish face à Cédric Pineau. 
En 2009, pour la première fois depuis 2004, il ne remporte pas d'étape du Tour de l'Algarve. Il montre néanmoins sa forme la semaine suivante en s'adjugeant la deuxième place de Kuurne-Bruxelles-Kuurne derrière Tom Boonen.
En 2010, il remporte la classique Gand-Wevelgem et la première étape du Tour d'Espagne, un contre-la-montre par équipes avec l'équipe HTC-Columbia. Il est, comme en 2006, élu cycliste autrichien de l'année. En 2011, il se classe septième de Gand-Wevelgem et de Paris-Roubaix, et est cycliste autrichien de l'année pour une deuxième année consécutive.

### Sky (2012-2015)
En 2012, Eisel suit son leader Mark Cavendish et rejoint l'équipe Sky. Il termine notamment troisième du Grand Prix E3. Il participe au Tour de France, où il est équipier du vainqueur de l'épreuve Bradley Wiggins.
Début 2013, il prend la dixième place d'un Milan-San Remo disputé dans des conditions atmosphériques très difficiles. Il est ensuite septième de Gand-Wevelgem. L'année suivante, il se classe troisième du championnat d'Autriche sur route.

### Dimension Data (2016-2019)
En 2016, Eisel change d'équipe et s'engage dans l'équipe Dimension Data. Il y rejoint son ancien chef de file Mark Cavendish sur demande du Britannique, ainsi que Mark Renshaw, reconstituant ainsi un trio prolifique sous les couleurs d'HTC-Highroad cinq ans auparavant.
À la suite d'une chute sur Tirreno-Adriatico 2018, il lui est diagnostiqué un hématome sous-dural, qui a déplacé son cerveau de huit millimètres et qui nécessite une opération. Il revient à la compétition en juillet, avant de signer une prolongation de contrat d'un an avec Dimension Data.

### Retraite (2019) puis consultant
Fin 2019, il n'est pas conservé par Dimension Data et se retrouve sans contrat. Il met un terme à sa carrière après 19 ans chez les professionnels. Il devient consultant pour la chaîne de télévision Eurosport et GCN (média spécialisé dans le cyclisme appartenant également au groupe  Discovery) et fait ensuite partie du dispositif de la chaine pendant le Tour de France.

## Palmarès et classements mondiaux

### Palmarès amateur
- 1997
  -  Médaillé d'or de la course en ligne au Festival olympique de la jeunesse européenne
  -  Médaillé d'or du contre-la-montre au Festival olympique de la jeunesse européenne
- 1998
  - 1re étape du Trophée des Provinces Françaises
- 1999
  - Bank Austria Jugendtour :
    - Classement général
    - 2e et 4e étapes

  - 5e du championnat du monde sur route juniors
- 2002
  - Solar-Radclassic-Gleisdorf
  - 2e du championnat d'Autriche sur route espoirs
  - 2e de Paris-Corrèze
  - 2e du Tour de Cuba

### Palmarès professionnel
| - 2003 - 2e étape du Grand Prix Erik Breukink - 4e étape du Tour du Limousin - 3e du Grand Prix Erik Breukink - 2004 - 3e étape du Critérium des Espoirs - 2005 - 4e étape du Grand Prix International Costa Azul - 1re et 2e étapes du Tour de l'Algarve - 1re étape du Tour de Suisse - 2006 - 4e étape du Tour du Qatar - 2e étape du Tour de l'Algarve - 2e étape des Trois Jours de La Panne - 5e de Paris-Roubaix - 7e de Gand-Wevelgem - 2007 - 2e étape du Tour de l'Algarve - Lancaster Classic - Reading Classic - 2008 - 5e étape du Tour de l'Algarve - Paris-Bourges - 10e du Tour des Flandres | - 2009 - 2e étape du Tour de Suisse - 2e de Kuurne-Bruxelles-Kuurne - 3e du championnat d'Autriche sur route - 2010 - Gand-Wevelgem - 1re étape du Tour d'Espagne (contre-la-montre par équipes) - 2011 - 7e de Gand-Wevelgem - 7e de Paris-Roubaix - 2012 - 3e du Grand Prix E3 - 2013 - 7e de Gand-Wevelgem - 10e de Milan-San Remo - 2014 - 3e du championnat d'Autriche sur route |  |

### Résultats sur les grands tours

#### Tour de France
12 participations
- 2004 : 131e
- 2005 : 143e
- 2006 : 108e
- 2007 : 121e
- 2008 : 144e
- 2009 : 150e
- 2010 : 156e
- 2011 : 161e
- 2012 : 146e
- 2014 : 126e
- 2016 : 171e
- 2017 : 153e

#### Tour d'Italie
4 participations
- 2003 : 64e
- 2012 : 152e
- 2014 : 138e
- 2015 : 143e

#### Tour d'Espagne
3 participations
- 2005 : abandon (6e étape)
- 2006 : abandon (16e étape)
- 2010 : abandon (4e étape), vainqueur de la 1re étape (contre-la-montre par équipes)

### Classements mondiaux
| Année                  | 2005 | 2006 | 2007 | 2008 | 2009 | 2010 | 2011 | 2012 | 2013 | 2014 | 2015 |
| ---------------------- | ---- | ---- | ---- | ---- | ---- | ---- | ---- | ---- | ---- | ---- | ---- |
| Classement ProTour     | 162e | 74e  |      | 105e |      |      |      |      |      |      |      |
| Calendrier mondial UCI |      |      |      |      | 196e | 61e  |      |      |      |      |      |
| UCI World Tour         |      |      |      |      |      |      | 90e  | 83e  | 127e | nc   | nc   |

## Distinctions
- Cycliste autrichien de l'année : 2006, 2010 et 2011